# Bad Alexandersbad
Bad Alexandersbad este o comună din districtul Wunsiedel, regiunea administrativă Franconia Superioară, landul Bavaria, Germania. Totodată este o cunoscută statiune climaterică din masivul muntos Fichtelgebirge.

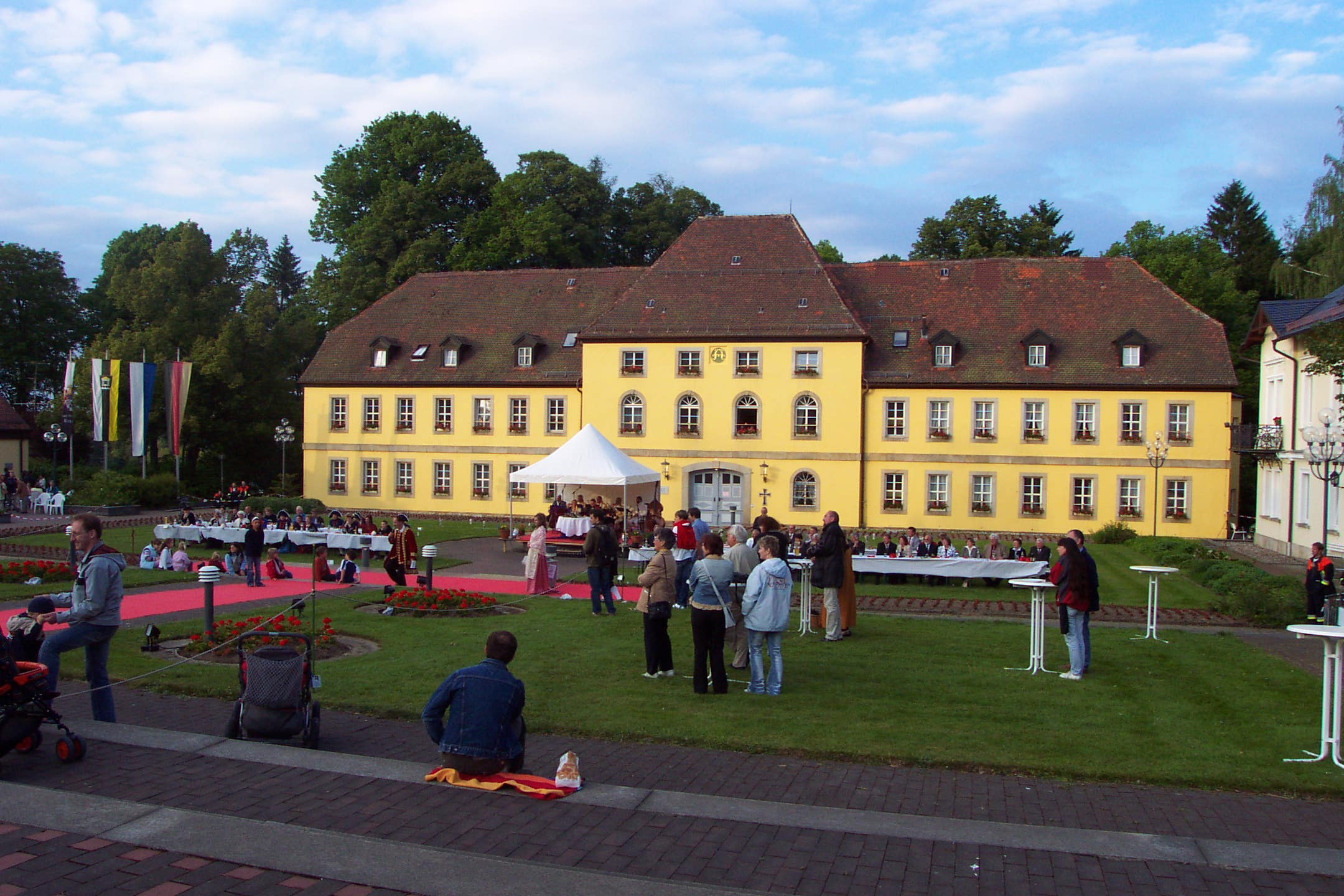
Bad Alexandersbad
(Castelul Alexandersbad)